# Tjalling Koopmans
Tjalling Charles Koopmans (1910. augusztus 28. – 1985. február 26.) holland matematikus, fizikus, közgazdász, 1975-ben Leonyid Kantoroviccsal közösen közgazdasági Nobel-emlékdíjjal kitüntetett tudós.

## Élete
Koopmans 's-Gravelandban született Hollandiában. Egyetemi tanulmányait az Utrechti Egyetemen kezdte meg 17 éves korában. Eleinte matematikára szakosodott, majd három évvel később, 1930-ban elméleti fizikára váltott. 1933-ban találkozott Jan Tinbergennel, az 1969-es Nobel-emlékdíjassal, és Amszterdamba költözött, hogy matematikai közgazdaságtant tanuljon nála. Emellett Koopmans még az ökonometria és a statisztika tudományával is foglalkozott.
Koopmans 1940-ben vándorolt ki az Amerikai Egyesült Államokba. Itt Washingtonban egy kormányszervnél dolgozott, ahol a szállítás gazdaságosságáról publikált, külön figyelmet szentelve az optimális útvonaltervezésnek. Később Chicagóba települt át, ahol a helyi egyetem kutatócsoportjához csatlakozott. 1946-ban megkapta az amerikai állampolgárságot. Koopmans a Yale Egyetemen folytatta munkáját 1955-től, írásai leginkább az optimális növekedés közgazdaságtanával és a tevékenységelemzéssel foglalkoztak.

## Munkássága
Koopmans a Hartree-Fock elmélet terén végzett korai munkái kapcsolódnak a Koopmans-elvhez, amely közismert a kvantumkémiában. Koopmans a közgazdasági Nobel-emlékdíjat (Leonyid Kantoroviccsal megosztva) az erőforrások allokációjának, különös tekintettel azok hatékony felhasználásának területén végzett kutatásaiért kapta. A bizottság kiemelte a tevékenységelemzés és a termelés inputjai és outputjai közötti összefüggések, illetve azok a gazdasági hatékonysággal és az árakkal való kapcsolatának a tanulmányozását.

## Válogatott művei
- Über die Zuordnung von Wellenfunktionen und Eigenwerten zu den einzelnen Elektronen eines Atoms (1934). Physica I. évf. 2 szám, 104-113. o.
- Exchange Ratios between Cargoes on Various Routes (Non-Refrigerated Dry Cargoes) (1942). Memorandum for the Combined Shipping Adjustment Board, Washington, D. C.
- Analysis of production as an efficient combination of activities (1951)
- Activity Analysis of Production and Allocation (1951) Cowles Commission Monograph, New York